# Takovska (Bělehrad)
Takovska (v srbské cyrilici Таковска) je ulice v srbské metropoli Bělehradu. Spojuje Náměstí Nikoly Pašiće u budovy srbského parlamentu s botanickou zahradou Jevremovac. Jmenuje se podle města Takovo kde dle srbských dějin vypuklo povstání. Svůj název měla již před druhou světovou válkou.

## Historie
V roce 1905 se na historické mapě Bělehradu objevuje pod tímto názven, stejně jako v roce 1929. Na severovýchodní straně při botanické zahradě nicméně opouštěla tehdy zastavěnou část Bělehradu.
Za druhé světové války zde německá okuapční správa zřídila velký bazén, který měl sloužit pro potřeby hašení případných požárů. Později sloužil k různým soutěžím, a to i po osvobození Bělehradu.

## Významné budovy
- Palác hlavní pošty na jižní části ulice
- Botanická zahrada Jevremovac